# Geitholmen (Austevoll)
Ne doit pas être confondu avec Geitholmen.
Geitholmen est une île norvégienne dans le comté de Hordaland. Elle appartient administrativement à Austevoll.

## Géographie
Rocheuse et couverte d'arbres, elle s'étend sur environ 135 m de longueur pour une largeur approximative de 126 m.